# Sara Dögg Ásgeirsdóttir
Sara Dögg Ásgeirsdóttir (Skeiða- og Gnúpverjahreppur, 6 december 1976) is een IJslandse actrice. 

## Biografie
Na de middelbare school, waaraan ze een mediatraject volgde, studeerde de IJslandse een half jaar Frans in Frankrijk en daarop psychologie aan de Universiteit van IJsland. Na haar eerste filmrol in Myrkrahöfðinginn (Witchcraft), keerde ze voor enige tijd terug naar Frankrijk, waarna ze een toneelopleiding volgde aan de Iceland University of the Arts. In 2005 studeerde ze daaraan af. Aansluitend werd de actrice actief bij onder meer het Reykjavík City Theatre. Gelijktijdig was ze parttime werkzaam als stewardess voor Flugfélag Íslands.
In 2007 kreeg Sara een rol in de televisieserie Pressa (The Press), waarvoor ze in 2013 een Edda Award zou ontvangen. Voor haar rol in Myrkrahöfðinginn (Witchcraft) viel ze op het Bucheon International Fantastic Film Festival in 2000 ook al in de prijzen.

## Filmografie (selectie)
| Jaar        | Titel                                     | Rol                    | Type productie | Opmerkingen     |
| ----------- | ----------------------------------------- | ---------------------- | -------------- | --------------- |
| 1999        | Myrkrahöfðinginn (Witchcraft)             | Þuridur                | Film           |                 |
| 2007        | Næturvaktin                               | Erna                   | Televisieserie | 3 afleveringen  |
| 2007 - 2012 | Pressa (The Press)                        | Lára                   | Televisieserie | 18 afleveringen |
| 2016        | Borgarstjórinn                            | Védís                  | Televisieserie | 4 afleveringen  |
| 2017 - 2021 | Stella Blómkvist                          | Dagbjört               | Televisieserie | 8 afleveringen  |
| 2019        | Hvítur, Hvítur Dagur (A White, White Day) | Ingimundurs vrouw      | Film           |                 |
| 2022        | Vitjanir (Fractures)                      | Kristín                | Televisieserie | 8 afleveringen  |
| 2024        | The Darkness                              | Forensisch onderzoeker | Televisieserie |                 |

- Gemeinsame Normdatei: 1062058186
- International Standard Name Identifier: 0000 0004 4342 6706
- Library of Congress Control Number: no2018076744
- Système universitaire de documentation: 249432587
- Virtual International Authority File: 2540152139979311100005
- WorldCat: E39PBJhRJXhhJgXvd4tK3QfTHC